# Lamborghini Islero
Lamborghini Islero — спортивний автомобіль, що виготовлявся італійським автовиробником Lamborghini у 1968–1969 роках. Автомобіль дебютував 1968 року на Женевському автосалоні і був наступником моделі 400GT. Назва моделі традиційно пов'язана із коридою: так звали бойового бика з ферми Міура, який під час кориди 28 серпня 1947 року вбив матадора Мануеля «Манолете» Родрігеса (на честь ферми Міура називалася ще одна модель Lamborghini, що виходила у 1966–1973 роках).
Модель мала два різновиди, Islero та Islero S, загальна кількість виготовлених авто склала 225 штук.

## Історія

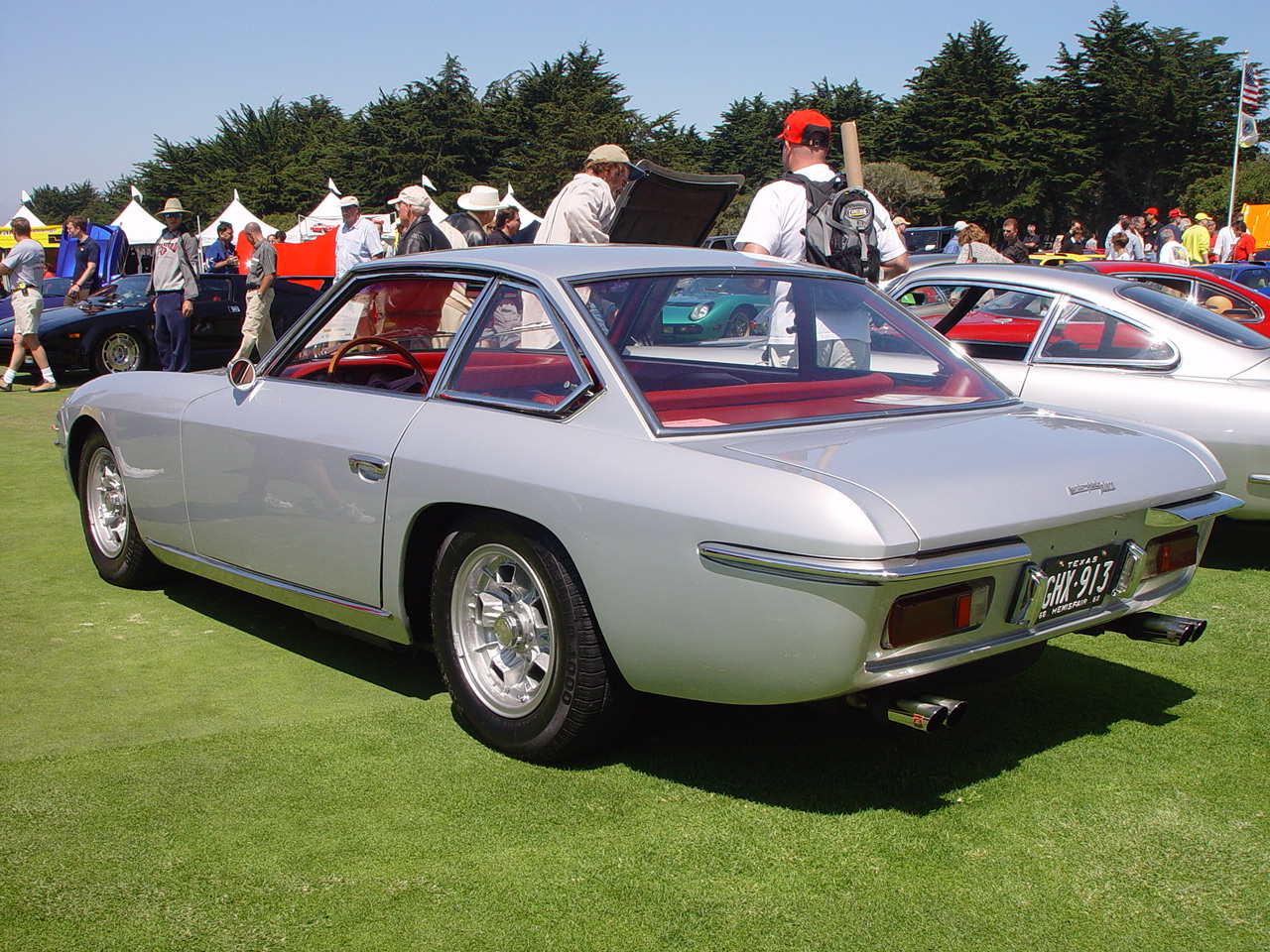

Через банкрутство Carrozzeria Touring, компанії, яка розробляла шасі для Lamborghini, наступним дизайнером цих автомобілів став Маріо Марацці, колишній співробітник Carrozzeria Touring. Модель Islero була, по суті, допрацьованою моделлю 400GT, але зі збільшеною відстанню між колесами, що дозволило встановлювати ширші шини. Загалом, як порівняти з попередніми моделями, Islero мала просторіший салон з гарним зовнішнім оглядом та поліпшеною звукоізоляцією. Модель мала 4-літровий двигун V12, потужністю 325 к.с. (242 кВт), п'ятиступінчасту коробку передач, повністю незалежну підвіску та дискові гальма. Автомобіль набирав швидкість 97 км/год (60 миль/год) за 6,4 секунди, а його максимальна швидкість становила 248 км/год (154 миль/год). Заводська комплектація Lamborghini Islero включала шини Pirelli Cinturato 205VR15 (CN72).
Загалом, вийшло 125 автомобілів Lamborghini Islero.
У 1969 році випущено оновлений Lamborghini Islero, який отримав назву Islero S. Потужність двигуна зросла до 350 к.с. (260 кВт), втім, обертальний момент не змінився, що дозволило збільшити швидкість на 10 км/год — до 259 км/год (161 миль/год), а час розгону до 60 миль/год — до 6,2 с.
Дизайнери трохи змінили стиль екстер'єру автомобіля: збільшили отвори повітрозабірників, трохи розширили крила кузова, надали боковим габаритним ліхтарям округлої форми замість краплеподібної у попередньої моделі, поліпшили задню підвіску, додали нерухомі секції у бокові вікна. Вікна стали тонованими, збільшено гальмівні диски. Інтер'єр та щиток управління також набули більш сучасного вигляду.
Вийшло лише 100 автомобілів Islero S.
У ті часи Lamborghini Islero водили Ферруччо Ламборґіні та його брат Едмондо. Також цей автомобіль з'являвся у фільмі «Людина, яка ловила сама себе» (англ. «The Man Who Haunted Himself») з Роджером Муром. 2010 року Lamborghini Islero, яким керував Мур у цьому фільмі, був проданий з аукціону за €121 625.